# Wen Zhanli
Wen Zhanli (født 1981 i Beijing, Kina) er en kinesisk komponist, lærer og pianist.
Zhanli studerede komposition og klaver på det Kinesiske Musikkonservatorium (1999). Han studerede komposition videre i Darmstadt på de internationale sommerkurser (2006). Zhanli tog en doktorgrad i musik på det Kinesiske Musikkonservatorium (2010), hvor han sidenhen har undervist som lærer i komposition. Han har skrevet en symfoni, orkesterværker, kammermusik, en opera, korværker, elektronisk musik, filmmusik, popmusik etc. Zhanli vandt den fornemme kinesiske musikpris "Wenhua" to gange for sine kompositioner.

## Udvalgte værker
- Symfoni nr. 1 "Superstjerne" (2010) - for orkester
- "Gående måne" (2003) sang - for tenor og orkester
- "Han og de ser på døråbningen" (2007) - elektronisk musik
- "Den solrige firkant" (2008) - for blandet kor